# So Natural (album)
A So Natural a brit énekes-dalszerző Lisa Stansfield harmadik stúdióalbuma, melyet az Arista Records jelentetett meg 1993. november 8-án. Az albumra Stansfield és férje Ian Devaney írta a dalokat, valamint Andy Morris, aki három dalt írt a lemezre. Ő az előző két stúdióalbum Affection, és a Real Love munkálataiban is részt vett. A "So Natural" a zenekritikusok által pozitív véleményt kapott, és mérsékelt siker volt a slágerlistákon. Az Egyesült Királyságban 6. helyezést ért el, és platina helyezést szerzett. Az album Észak-Amerikában nem jelent meg. Az album 2 CD+DVD deluxe kiadását 2014. november 21-én jelentették meg Európában.

## Előzmények
A "So Natural" 1993 novemberében jelent meg, az előző "Real Love" stúdióalbum után két évvel. Ebben az időben jelent meg a Someday (I’m Coming Back) című kislemez, mely a Több mint testőr című film egyik betétdala volt. A dal 10. helyezést ért el az Egyesült Királyságban 1992 decemberében. Stansfield duettet énekelt a Queen együttessel és George Michael-lal, a These Are the Days of Our Lives című dalt, mely megjelent a Five Live című 1993 áprilisában megjelent EP-n is, mely első helyezést ért el az Egyesült Királyságban. A Freddie Mercury emlékkoncertre Stansfield szintén felvette az I Want to Break Free című dalt is, majd 1993 áprilisában megjelent a Tisztességtelen ajánlat című film betétdala, az In All the Right Places című dal, melynek zenéjét John Barry írta, és aki a James Bond című filmekhez is készített filmzenéket. A dal 1993 májusában megjelent kislemezen, mely az Egyesült Királyságban a 8. helyezést érte el. Később a dal új változata felkerült a "So Natural" című stúdióalbumra is.

## Tartalom
1993 novemberében az album megjelent Európában és Ausztráliában 13 dallal. Japánban az albumot a "Gonna Try It Anyway" című bónusz dallal együtt adták ki. A dalokat Stansfield, Ian Devaney írta, és Andy Morris is közreműködött az albumon három dallal. A "Marvellous & Mine", a "Turn Me On" és az "In All Right Pames" című dalokat. Az albumot Devaney készítette, Stansfield és Bobby Boughton mint társproducer közreműködtek. Az album tartalmazza továbbá Gloria Scott 1974-es dalát, a "(A Case Of) Too Much Love Makin'" című dal átiratát, mely "Too Much Love Makin'" címmel szerepel az albumon. 2003-ban az albumot újra kiadták digipack formátumban, mely három bónusz dalt is tartalmaz: A "Dream Away" (duett Babyface)-szel, a "So Natural" Roger Sanchez remixét, és a "Gonna Try It Anyway" címűt.
A "So Natural" kibővített változata 2014 novemberében ismét megjelent egy deluxe 2CD és DVD bővítménnyel, mely tartalmazza a Több mint testőr című film betétdalát a Someday (I’m Coming Back) címűt, valamint 12"-es mixeket, videókat, élő felvételeket, ritka dalokat, és egy speciálisan rögzített interjút az énekesnővel. A 28 oldala füzet pedig képeket, dalszövegeket, feljegyzéseket tartalmaz. A kiadvány 2014. november 10-én jelentették meg az Egyesült Királyságban, és Európában. A 2014. november 21-én megjelent The Collection 1989-2003 című válogatás albumra is felkerült. A 2014-es "So Natural" album egy korábban ki nem adott dalt, az "I Give You Everything (U.S. Remix) is tartalmazza.

## Kislemezek
Az In All the Right Places című dal, mely a Tisztességtelen ajánlat című film betétdala volt, felkerült a "So Natural" című stúdióalbumra is. A dal az Egyesült Királyság kislemezlistáján a 8. helyezett volt, majd ezek után megjelent a So Natural című kislemez, mely különböző remixekkel együtt 1993 októberében jelent meg, és 15. helyezett lett. A következő kislemez a Little Bit of Heaven 1993 novemberében jelent meg, és csupán a 32. helyig jutott a brit kislemezlistán. A "Little Bit of Heaven" és "Gonna Try It Anyway" című dalok remixekkel együtt az album japán verzióján érhetőek csak el. Az utolsó kislemez, a "Marvellous & Mine" Japánban 1994 júliusában került kiadásra. Az "I Give You Everything (U.S. Remix) csupán az egyetlen kiadott kislemez volt az Egyesült Államokban, mivel az album ott nem jelent meg. A 2003-ban megjelent Biography: The Greatest Hits című kiadványon szintén szerepelnek, a  "In All the Right Places", "So Natural" és "Little Bit of Heaven" című dalok, de felkerültek a So Natural deluxe változatára és a The Collection 1989-2003 című válogatás albumra is.

## Sikerek
Az album sikeres volt az Egyesült Királyságban, ahol a 6. helyezést érte el, és platina helyezést kapott. Más európai országban benne volt a legjobb 40 album között. Svédországban a 24., Németországban a 25., Svájcban a 27., míg Ausztriában a 30., Hollandiában a 33. helyezést érte el. A világ más részein, úgy mint Japán, az 50. míg Ausztráliában a 67. helyezést sikerült csupán elérnie.

## Kritikák
| Értékelések |           |
| Értékelő    | Értékelés |
| AllMusic    | [ 1 ]     |

Az album pozitív visszajelzéseket kapott a kritikusoktól. William Cooper AllMusic szerint Stansfield majdnem "lemondott" az R&B - pop stílusú dalokról. Az albumot következetesnek nevezte, a túl sok ballada miatt, és hiányzik a hibaüzenet az albumról, azonban kellemes pillanatokat kínál a  hallgatónak. Cooper azt is megjegyezte, hogy a "Never Set Me Free" és "Be Mine" című balladák Stansfield legjobb dalai között szerepelnek, és az album kínál még pár tempósabb dalt, úgy mint a "Too Much Love Makin'" című. "Csodálatos, és kicsit a sajátom is, egy kis szintetikus pop-dal, a mennyország kis része.." Olyan természetes lett volna, ha megjelenik az album az Egyesült Államokban, mivel az ottani közönség a korábbi albumok sikerét figyelembe véve felfigyelt volna Stansfieldre, így csupán az album import kiadásként került be az országba. A lírai dalokat a szeretet témája köti össze, és zeneileg sokféle stílusú az album. A "Marvellous & Mine" visszatekint a 70-es évek disco-funk stílusához. A "Goodbye" az egyik legerősebb soul stílusú dal, a "Never Set Me Free" pedig viharos, az egyik legszenvedélyesebb előadás az albumról. A "Little Bit of Heaven" klasszikus táncolható dal, mely megjeleníti Stansfield tehetségének egy másik oldalát is.

## Számlista
| #   | Cím                              | Szerző(k)                               | Producer(ek)                        | Hossz |
| --- | -------------------------------- | --------------------------------------- | ----------------------------------- | ----- |
| 1.  | So Natural                       | Lisa Stansfield, Ian Devaney            | Devaney, Stansfield, Bobby Boughton | 5:05  |
| 2.  | Never Set Me Free                | Stansfield, Devaney                     | Devaney, Stansfield, Boughton       | 5:00  |
| 3.  | I Give You Everything            | Stansfield, Devaney                     | Devaney, Stansfield, Boughton       | 4:40  |
| 4.  | Marvellous & Mine                | Stansfield, Devaney, Andy Morris        | Devaney, Stansfield, Boughton       | 4:14  |
| 5.  | Goodbye                          | Stansfield, Devaney                     | Devaney, Stansfield, Boughton       | 4:35  |
| 6.  | Little Bit of Heaven             | Stansfield, Devaney                     | Devaney, Stansfield, Boughton       | 4:27  |
| 7.  | Sweet Memories                   | Stansfield, Devaney                     | Devaney, Stansfield, Boughton       | 5:32  |
| 8.  | She's Always There               | Stansfield, Devaney                     | Devaney, Stansfield, Boughton       | 5:04  |
| 9.  | Too Much Love Makin'             | Tom Brock                               | Devaney, Stansfield, Boughton       | 4:34  |
| 10. | Turn Me On                       | Stansfield, Devaney, Morris             | Devaney, Stansfield, Boughton       | 4:39  |
| 11. | Be Mine                          | Stansfield, Devaney                     | Devaney, Stansfield, Boughton       | 4:32  |
| 12. | In All the Right Places          | John Barry, Stansfield, Devaney, Morris | Devaney, Morris                     | 6:03  |
| 13. | Wish It Could Always Be This Way | Stansfield, Devaney                     | Devaney, Stansfield, Boughton       | 4:43  |

| 14. | Gonna Try It Anyway | Devaney, Stansfield, Boughton | 3:53 |

| 14. | Gonna Try It Anyway                               | Devaney, Stansfield, Boughton | 3:53 |
| 15. | Dream Away (Duet with Babyface)                   | David Foster                  | 4:38 |
| 16. | So Natural (No Presevatives Mix by Roger Sanchez) | Devaney, Stansfield, Boughton | 6:42 |

| 1.  | So Natural                               | Devaney, Stansfield, Boughton | 5:05 |
| 2.  | Never Set Me Free                        | Devaney, Stansfield, Boughton | 5:00 |
| 3.  | I Give You Everything                    | Devaney, Stansfield, Boughton | 4:40 |
| 4.  | Marvellous & Mine                        | Devaney, Stansfield, Boughton | 4:14 |
| 5.  | Goodbye                                  | Devaney, Stansfield, Boughton | 4:35 |
| 6.  | Little Bit of Heaven                     | Devaney, Stansfield, Boughton | 4:27 |
| 7.  | Sweet Memories                           | Devaney, Stansfield, Boughton | 5:32 |
| 8.  | She's Always There                       | Devaney, Stansfield, Boughton | 5:04 |
| 9.  | Too Much Love Makin'                     | Devaney, Stansfield, Boughton | 4:34 |
| 10. | Turn Me On                               | Devaney, Stansfield, Boughton | 4:39 |
| 11. | Be Mine                                  | Devaney, Stansfield, Boughton | 4:32 |
| 12. | In All the Right Places                  | Devaney, Morris               | 6:03 |
| 13. | Wish It Could Always Be This Way         | Devaney, Stansfield, Boughton | 4:43 |
| 14. | Gonna Try It Anyway                      | Devaney, Stansfield, Boughton | 3:53 |
| 15. | So Natural (Be Boy Mix)                  | Devaney, Stansfield, Boughton | 5:19 |
| 16. | Little Bit of Heaven (Bad Yard Club Mix) | Devaney, Stansfield, Boughton | 7:27 |

| 1.  | Someday (I’m Coming Back)                        | Devaney, Morris               | 5:34 |
| 2.  | In All the Right Places (Soundtrack Version)     | Devaney, Morris               | 5:46 |
| 3.  | So Natural (U.S. Remix)                          | Devaney, Stansfield, Boughton | 5:25 |
| 4.  | I Give You Everything (U.S. Remix)               | Devaney, Stansfield, Boughton | 4:46 |
| 5.  | Little Bit of Heaven (Junior Vocal Mix)          | Devaney, Stansfield, Boughton | 6:43 |
| 6.  | Someday (I’m Coming Back) (Absolute Remix)       | Devaney, Morris               | 5:34 |
| 7.  | So Natural (No Preservatives Mix)                | Devaney, Stansfield, Boughton | 7:27 |
| 8.  | Little Bit of Heaven (Seventh Heaven Vocal Mix)  | Devaney, Stansfield, Boughton | 6:21 |
| 9.  | Marvellous & Mine (Sure Is Pure Mix)             | Devaney, Stansfield, Boughton | 9:43 |
| 10. | So Natural (Roger's Club Mix)                    | Devaney, Stansfield, Boughton | 5:41 |
| 11. | Little Bit of Heaven (Roach Motel Dub)           | Devaney, Stansfield, Boughton | 9:06 |
| 12. | Someday (I'm Coming Back) (Classic 12" Club Mix) | Devaney, Morris               | 7:43 |

| 1. | Someday (I'm Coming Back) (Promo Video)        | Devaney, Morris               |  |
| 2. | In All the Right Places (Promo Video)          | Devaney, Morris               |  |
| 3. | So Natural (Promo Video)                       | Devaney, Stansfield, Boughton |  |
| 4. | Little Bit of Heaven (Promo Video)             | Devaney, Stansfield, Boughton |  |
| 5. | So Natural (Natural Cut Version) (Promo Video) | Devaney, Stansfield, Boughton |  |
| 6. | 2014 Interview with Mark Goodier               |                               |  |

## Slágerlista
| Slágerlista (1993)                           | Legjobb helyezés |
| -------------------------------------------- | ---------------- |
| Ausztrália (ARIA)                            | 67               |
| Ausztria (Ö3 Austria Top 40)                 | 30               |
| Hollandia (Dutch Charts Album Top 100)       | 33               |
| Európa (Top 100)                             | 14               |
| Németország (Offizielle Top 100)             | 25               |
| Olaszország (Hit Parade Italia)              | 14               |
| Japán (Oricon)                               | 50               |
| Svédország (Sverigetopplistan Top 60 Albums) | 24               |
| Svájc (Schweizer Hitparade Top 100 Albums)   | 27               |
| Egyesült Királyság (UK Albums Chart)         | 6                |

| Slágerlista (1993)              | Helyezések |
| ------------------------------- | ---------- |
| Olaszország (Hit Parade Italia) | 86         |
| Egyesült Királyság (OCC)        | 58         |

### Minősítések
| Ország                   | Minősítés | Eladások |
| ------------------------ | --------- | -------- |
| Franciaország (SNEP)     |           | 178.000  |
| Egyesült Királyság (BPI) | platina   | 300.000  |

## Kiadási előzmények
| Régió              | Dátum              | Label  | Formátum      | Katalógus     |
| ------------------ | ------------------ | ------ | ------------- | ------------- |
| Európa             | 1993. november 8.  | Arista | CD            | 74321 17231 2 |
| Japán              | 1993. november 21. | Arista | CD            | BVCA-626      |
| Egyesült Királyság | 2003. június 2.    | Arista | Remastered CD | 28765 22382 9 |
| Európa             | 2009. február 27.  | Arista | Remastered CD | 88697 44284 2 |
| Egyesült Királyság | 2014. november 10. | Edsel  | 2CD+DVD       | EDSG 8055     |
| Európa             | 2014. november 21. | Edsel  | 2CD+DVD       | EDSG 8055     |